# Robert Ward
Pour les articles homonymes, voir Ward.
Robert Ward, né le 13 septembre 1917 à Cleveland (Ohio) et mort le 3 avril 2013 à Durham (Caroline du Nord), est un compositeur et pédagogue américain, lauréat du Prix Pulitzer de musique en 1962.

## Biographie
Robert Eugene Ward naît le 13 septembre 1917 à Cleveland,.
Il étudie avec Howard Hanson et Bernard Rogers à l'Eastman School of Music de Rochester, où il obtient un Bachelor of Music (en) en 1939, et se perfectionne à la Juilliard School of Music auprès de Frederick Jacobi (certificat en 1946),. Il étudie également la direction d'orchestre avec Albert Stoessel (en) et Edgar Schenkman, et la composition avec Aaron Copland. Pendant la Seconde Guerre mondiale, il dirige un orchestre militaire.
Robert Ward enseigne à l'Université Columbia entre 1946 et 1948 et à la Juilliard School entre 1946 et 1956. Il est directeur musical du Third Street Music School Settlement (en) entre 1952 et 1955 puis vice-président et principal éditeur de la Galaxy Music Corporation entre 1956 et 1967,.
En 1967, il est nommé président de la University of North Carolina School of the Arts (en) à Winston-Salem, poste qu'il occupe jusqu'en 1974, avant de seulement enseigner la composition au sein de l'établissement jusqu'en 1979. À cette date, il devient professeur à l'Université Duke, où il occupe la chaire Mary Dude Biddle, et enseigne jusqu'à sa retraite en 1987,.
Ward est boursier Guggenheim en 1949, 1950 et 1966, et remporte en 1962 le prix Pulitzer de musique ainsi que le New York Music Critics' Circle Award pour son opéra The Crucible (en),.
En 1972, il est élu membre de l'Académie américaine des arts et des lettres.
Comme compositeur, « il a élaboré un langage efficace, moderne, mais sans agressivité, et a composé plusieurs œuvres scéniques dramatiques et compactes sur des sujets américains ».
Robert Ward meurt le 3 avril 2013 à Durham (Caroline du Nord),.

## Œuvres
Parmi ses œuvres, figurent :

### Opéras
- He Who Gets Slapped (en) (1955 ; création à New York le 17 mai 1956, rév. 1973) ;
- The Crucible (en) (New York, 26 octobre 1961) ;
- The Lady from Colorado (Central City, 3 juillet 1961) ;
- Claudia Legare (1973 ; Minneapolis, 14 avril 1978) ;
- Minutes till Midnight (1978-1982 ; Miami, 4 juin 1982) ;
- Abelard and Heloise (1981).

### Musique pour orchestre
- Slow Music (1938) ;
- Ode (1939) ;
- 5 symphonies :
  - no 1 (New York, 10 mai 1941) ;
  - no 2 (1947 ; Washington, 25 juin 1948) ;
  - no 3 (Washington, 31 mars 1950) ;
  - no 4 (1958) ;
  - no 5, Canticles of America, pour soprano, baryton, récitant, chœur et orchestre, d'après Whitman et Longfellow (1976) ;
- Jubilation Overture (Los Angeles, 21 novembre 1946) ;
- Concert Piece (1947-1948) ;
- Concert Music (1948) ;
- Night Music pour petit orchestre (1949) ;
- Jonathan and the Gingery Snare pour récitant, petit orchestre et percussion (New York, 4 février 1950) ;
- Fantasia pour chœur de cuivres et timbales (1953) ;
- Euphony (1954) ;
- Divertimento (1960) ;
- Night Fantasy pour musique d'harmonie (1962) ;
- Invocation and Toccata (1963) ;
- Antiphony for Winds pour instruments à vent et percussion (1968) ;
- Concerto pour piano (1968) ;
- Sonic Structure (1981) ;
- Dialogues pour violon, violoncelle et orchestre (1983 ; arrangé pour trio avec piano, 1984) ;
- Concerto pour saxophone (1984).

### Musique vocale
- Fatal Interview pour soprano et orchestre (1937) ;
- Songs for Pantheists pour soprano et orchestre (1951) ;
- Earth shall be fair, cantate pour soprano, chœur, chœur d'enfants, orgue et orchestre (1960) ;
- Let the Word Go Worth pour chœur et instruments (1965) ;
- Sweet Freedom Songs, cantate pour basse, récitant, chœur et orchestre (1965) ;
- des mélodies.

### Autres
Plusieurs œuvres de musique de chambre, dont :
- Sonate pour violon et piano (1950) ;
- Quatuor à cordes no 1 (1966) ;
- Raleigh Divertimento pour quintette à vent (1986).

Ainsi que des pièces pour piano.